# Amfora

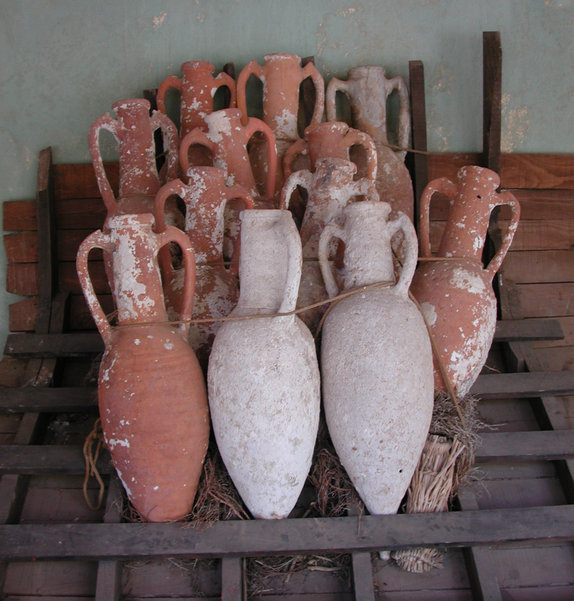
Kiállított amforák a bodrumi várban (Törökország)

Az amfora (más átírásban: amphora) ókori görög, eredetileg magas, bő szájú, a nyakánál szűkebb, öblös, fülekkel ellátott cserépedény; főleg bor, olaj, búza vagy hal tárolására használták.
Az első amforák a libanoni-szíriai tengerparton jelentek meg, valamikor az i. e. 15. században. Rövid idő alatt az egész ókori világban elterjedt használatuk, és egészen a 7. századig a legnépszerűbb tárolóedények közé számítottak. Nagyjából innentől kezdve vették át a szerepüket a fából és bőrből készült edények.

## Változatai
Megkülönböztetjük egymástól az úgynevezett kereskedelmi amforákat, amelyekben különféle (többnyire folyékony) árut szállítottak hajókon, illetve az asztali edényeket. Az utóbbiakat gyakran díszítették fekete-, illetve vörösalakos vázaképekkel. Az ókori görög keramika egyik leggyakoribb vázaformája. Két fő változata az úgynevezett hasas amfora (amelyen a fülek a hasról indulnak és a test felső részére kötnek be) és a nyakamfora, amelynél a fülek felső vége a nyakhoz tapad. A nyakamforák közt külön csoportot képviselnek a karcsú, lefelé erősen keskenyedő nolai amforák, amelyeket az i. e. 5. században Athénben készítettek. Az általánosan használt amforáktól jelentősen eltérnek a Panathénaia amforák. Ez utóbbiak az athéni Panathénaia játékokon győztes atléták díjazására készültek.